# Нойгаузен (Енц)
Нойгаузен (нім. Neuhausen) — громада в Німеччині, знаходиться в землі Баден-Вюртемберг. Підпорядковується адміністративному округу Карлсруе. Входить до складу району Енц.
Площа — 29,76 км2. Населення становить 5237 ос. (станом на 31 грудня 2020).